# Paul Shulman

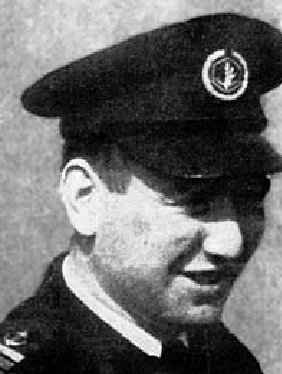
Paul Shulman

Paul Nahman Shulman (hebräisch פול נחמן שולמן, Schaul Ben-Tzvi; * 1922 in Connecticut; † 16. Mai 1994 in Haifa) war 1949 der 2. Befehlshaber der israelischen Marine.

## Leben
Shulman wurde 1922 im US-Bundesstaat Connecticut geboren und wuchs in New York auf. Später machte er einen Abschluss an der United States Naval Academy in Annapolis. Während des Zweiten Weltkriegs kämpfte er an der Pazifikfront; nach der Kapitulation Japans 1945 schied er aus dem Dienst für die US-Marine aus. Nach dem Krieg und dem Holocaust half er dabei, Juden aus Europa in das Britische Mandatsgebiet Palästina zu schmuggeln. 1948 emigrierte er in den damals proklamierten Staat Israel.
Im November desselben Jahres wurde er von Premierminister David Ben-Gurion darum gebeten, bei der Schaffung einer israelischen Marine mitzuwirken. Während des Palästinakrieges 1948 kommandierte er bei der Blockade des Gaza-Streifens sowie der Einnahme von En Gedi am Toten Meer. 1949 wurde er zweiter Befehlshaber der Marine, nachdem sich sein Vorgänger Gershon Zak dafür entschieden hatte, sich wieder seinen Lehrtätigkeiten zu widmen. Jedoch schied er schon 1949 wieder aus dem Flottendienst aus und wurde ein Berater Ben-Gurions für Fragen zur Marine.